# Hemileuca nitria
Hemileuca nitria är en fjärilsart som beskrevs av Druce 1897. Hemileuca nitria ingår i släktet Hemileuca och familjen påfågelsspinnare. Inga underarter finns listade i Catalogue of Life.